# De oestereetster
De oestereetster is een werk van de in Oostende geboren en gestorven kunstenaar James Ensor. Hij maakte het olieverf op doek in 1882. Het werk behoort tot de collectie van het Koninklijk Museum voor Schone Kunsten Antwerpen.

## Context
Een Oostendse krant signaleerde in de loop van juli 1882 dat James Ensor, een jonge plaatselijke kunstenaar, De oestereetster naar de driejaarlijkse tentoonstelling in Antwerpen zou sturen. De catalogus van die tentoonstelling vermeldt echter geen schilderij onder die naam. Het vermeldt wel Au pays des couleurs. Vermoedelijk gaat het om hetzelfde werk en wilde Ensor zijn werk onder een sprekende titel tentoonstellen. Het werd echter geweigerd door de organisatoren van de tentoonstelling. Een jaar later weigerden de organisatoren van L’Essor het werk opnieuw. Het was een kring van oud-leerlingen van de Brusselse academie, waar Ensor zelf ook lid van was. Als reactie op de weigering stapten Ensor en enkele progressieve medeleden enkele maanden later uit de kring. Ze stichtten Les XX, waar De oestereetster uiteraard wel welkom was.
De reden van de weigering was voornamelijk te wijten aan de vermeende immoraliteit van De oestereetster. Het was volgens toenmalige toeschouwers ongepast dat een jonge burgervrouw zomaar genoot van de goede dingen des levens. Zeker omdat die goede dingen wijn en belangrijker, oesters waren. Oesters waren een gekend afrodisiacum, een lustopwekkende voedselsoort die bovendien het vrouwelijke geslachtsorgaan symboliseerde. Ensor zelf had er ook iets rond te zeggen. "Misschien", zei hij, "had ik beter een democratische en poëtische mosseleetster geschilderd."

## Beschrijving
Een jonge vrouw geniet van een gastronomisch festijn aan een tafel die voor twee personen gedekt is. Het is de zus van Ensor, Mitche (Mariette). De afwezigheid van haar tafelgenoot is niet onrustwekkend. De achteloos achtergelaten servet suggereert dat hij nog maar net de tafel heeft verlaten. Misschien was het de kunstenaar zelf, die het tafereel wou uitbeelden. Hij plaatste zijn ezel rechts, dicht bij de tafel. Het tafereel speelt zich af in hun ouderlijke woning te Oostende, dat vandaag nog te bezoeken is als het Ensor-huismuseum. Het werd gebouwd in 1874 en zag eruit zoals de meeste burgerwoningen uit die tijd. Het had twee winkels op de begane grond en een paar kamers te huur. Het meubilair met enkele boeken maakt nog steeds deel uit van het huidige Ensor-huismuseum.
De oestereetster behoort tot de reeks die hij Het burgersalon doopte. Dat was een serie momenten uit het leven van de kleinsteedse burgerij. Ten opzichte van vroegere werken valt de rijkere stofdifferentiatie op. In De oestereetster ging Ensor met lichte kleuren aan de slag. De illusie van zonneschijn wordt verwekt door de rode, gele en oranje tinten uit het werk. Het is het heldere koloriet van zijn rijpe jaren. Al snel wordt duidelijk dat de kunstenaar geen ondubbelzinnig portret van zijn zus in haar vertrouwde omgeving wou maken. Hij lijkt zich immers te verliezen in het eindeloos variëren, nuanceren, herhalen en contrasteren van kleuren. De ene keer strijkt hij de verf dun en soepel uit, de andere keer opteert hij voor zware, gemetselde vlekken die hij aanbrengt met een paletmes.

### Appreciatie
Een eigentijdse criticus bemerkte de wankele compositie. Volgens hem leek het alsof de figuur elk moment uit haar schilderij kon vallen. Echter, wanneer het werk vanop een afstand wordt bekeken, stelde hij, lijkt de compositie terug tot zijn recht te komen. Vanop een afstand bewaart de compositie het karakter van een fragment, maar blijft het tegelijkertijd rustig en afgewogen. Zelfs de op het eerste zicht willekeurige vormgeving is solide. Iemand die meteen enthousiast was over het schilderij, was criticus Emile Verhaeren. Volgens hem was De oestereetster het eerste “heldere” schilderij in de Belgische kunst, waarover hij het volgende schreef:
« Quelle joie, quelle fête, quelle liesse de couleurs répandues sur la table où la mangeuse a pris place! Bouteilles, verres, assiettes, citrons, vins, liqueurs s’influencent, se pénètrent de lueurs, entrent pour ainsi dire les uns dans les autres et maintiennent quand même, triomphantes, la solidité et la rigueur de leur formes. Et cette admirable note rouge que jette la reliure d’un livre placé sur une tablette dans le fond de la toile! Et la belle chair vivante des mains et du visage. Et les plis bleuâtres de la nappe, et tout enfin ».

## Provenance
In 1907 wou Ensor zijn Oestereetster verkopen aan het Stedelijke museum van Luik. Vrienden en liefhebbers van Ensors kunst verdedigden de aankoop, maar een meerderheid van de gemeenteraadsleden verwierpen het voorstel. In 1909 wilde Ensor het werk aan de Koninklijke Musea voor Schone Kunsten van België in Brussel verkopen, maar ook die deal ging niet door. Uiteindelijk waren het de in Antwerpen gevestigde, maar uit Luik afkomstige dokter Albin en Emma Lambotte die het werk kochten. Ze behoorden tot de grootste liefhebbers van Ensors kunst en stonden aan de basis van een enorme verzameling. De belangrijkste werken daaruit werden in 1927 door het Koninklijk Museum voor Schone Kunsten Antwerpen aangekocht.

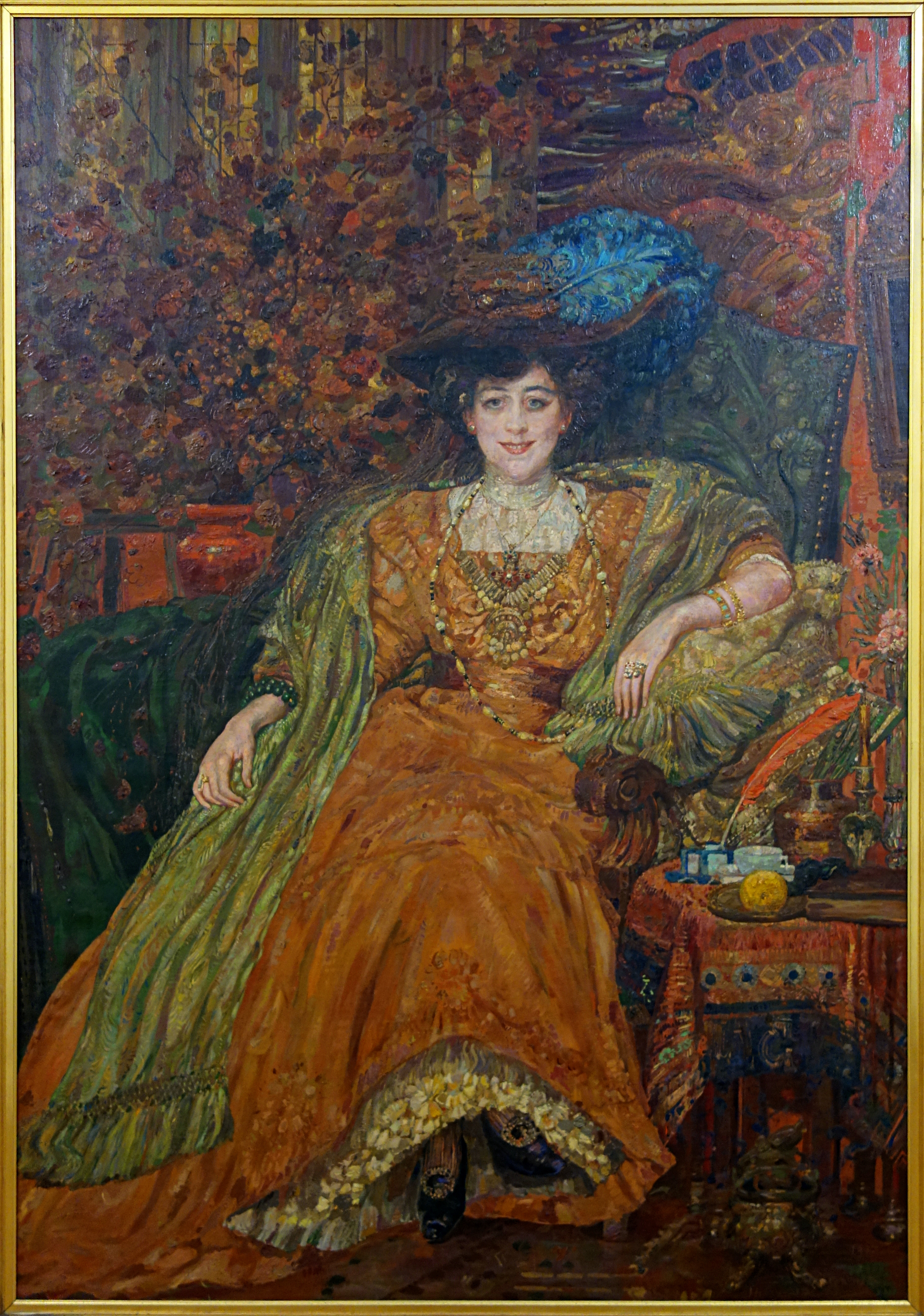
Portret van Emma Lambotte door Henry De Groux

## Exhaustieve bibliografie

### Ensor als auteur
- ENSOR, James, ‘Lettres de James Ensor à Emma Lambotte-Protin’, ENSOR, James; LAMBOTTE, Emma; DEREY-CAPON, Danielle, Lettres à Emma Lambotte, 1904-1914, Tournai: Renaissance du livre, 1999, noot [3] p. 70, noot [3] p. 72, p. 127, p. 139, noot [5] p. 148, p. 153, noot [3] p. 154, p. 155, p. 156, noot [5] p. 157, p. 159, p. 161, noot [2] p. 161, p. 163, p. 164, p. 165, p. 166, p. 168, noot [4] p. 171, p. 180, p. 185, noot [3] p. 187, p. 204, noot [1] p. 204, p. 205, p. 212, noot [1] p. 212-213, p. 214, p. 216, p. 221, p. 222, noot [1] p. 222, afb. [ongep.], noot [1] p. 226, p. 236, p. 236-237, p. 238, noot [1] p. 239, p. 240, p. 241, p. 243, p. 284, p. 285, p. 288, p. 298, p. 304
- ENSOR, James, ‘Ma Vie en Abrégé,  James Ensor : catalogue de l'exposition, Anvers: Van de Velde, 1992, p. 2
- ENSOR, James, ‘Mi vida, en pocos palabras’, GIMENEZ, Carmen, SERRALLER, Francisco Calvo ; ENSOR, James, James Ensor, Madrid: Banco Bilbao Vizcaya, 1996, p. 66
- ENSOR, James, ‘Mijn leven, beknopt weergegeven’, DELEVOY, Robert, L., Ensor, voorafgegaan door : Ensortilèges van Pierre Alechinsky, Antwerpen: Mercatorfonds, 1981, p.
- ENSOR, James, ‘Voici, en abrégé, l’histoire de la vie du peintre Ensor, par lui-même’, SCHWOB, Lucien, ENSOR, James, Ensor, Paris: Art et technique, 1936, [ongep.] [p. 6], afb. XIX, afb. detail XX
- ENSOR, James, Lettre à Franz Hellens, Liège: Editions Dynamo, 1949, p. 9
- ENSOR, James, Lettres à André de Ridder, Anvers: Librairie des arts, 1960, p. 56, p. 59
- ENSOR, James; LAMBRICHS, Colette (ed.), Dame peinture toujours jeune, Paris: Différence, Collection Minos vol. 74, 2009, p. 19, p. 75, afb. p. 107
- ENSOR, James; MARTIN, Hugo [ed.], 'Mes écrits ou les suffisances matamoresques', La collection Espace Nord, Bruxelles: Labor, vol. 158, 1999, p. 15, p. 42, p. 82, p. 94, p. 250
- ENSOR, James; TRICOT, Xavier, ‘Lettres’, Archives du future, Bruxelles: Labor, 1999, p. 45, noot 1 p. 45, p. 50, noot 1 p. 50, noot 3 p. 50, noot 1 p. 51, p. 52, p. 120, noot 1 p. 120, p. 131, p. 190, noot 7 p. 190, p. 192, p. 196, p. 263, noot 6 p. 263, p. 269, noot 1 p. 269, noot 4 p. 349, p. 351, p. 371, noot 3 p. 371, p. 373, noot 2 p. 373, p. 374, noot p. 376, p. 402, noot p. 402, p. 404, noot 1 p. 404, noot 1 p. 450, p. 461, noot 2 p. 461, p. 506, noot 1 p. 506, p. 507, p. 516, p. 517, noot 6 p. 517, p. 536, noot 2 p. 536, p. 559, noot 6 p. 559, p. 560, noot 1 p. 560, p. 561, p. 562, p. 564, p. 566, p. 569, p. 571, p. 576, p. 577, p. 581, p. 582, p. 583, noot 1 p. 583, p. 584, noot 1 p. 584, p. 585, noot 2 p. 585, p. 586, noot 3 p. 586, p. 587, noot 2 p. 587, p. 588, noot 3 p. 588, p. 590, p. 591, p. 592, noot 1 p. 592, p. 594, noot 1 p. 594, p. 595, noot 1 p. 595, p. 600, p. 608, noot 3 p. 608 , p. 632, noot 3 p. 632, p. 633, noot 1 p. 633, p. 635, p. 636, p. 637, noot 1 p. 637, p. 638, noot 1 p. 638, p. 639, p. 641, noot 2 p. 641, p. 642, noot 6 p. 642, p. 643, p. 644, p. 645, noot 1 p. 645, p. 647, noot 1 p. 647, p. 648, p. 649, p. 650, noot 4 p. 650, p. 702, noot 12 p. 702, p. 706, noot 15 p. 706, p. 716, noot 15 p. 716, p. 730, noot 2 p. 730, p. 735, noot 4 p. 735, p. 752, noot 1 p. 752, p. 800, p. 801-811
- ENSOR, James; TRICOT, Xavier [ed.]; PERQUY, Michel [vert.], Picturale pennevruchten. Geschriften,  Antwerpen: Houtekiet, 1990, p. 16, p. 24, p. 50, p. 53, p. 55, p. 62, p. 125

### Algemeen
- AVERMAETE, Roger, ‘James Ensor’, Monographieën over Belgische kunst, Antwerpen: De Sikkel, vol. 1:4, 1947, p. 8, p. 10, afb. 3
- AVERMAETE, Roger, ‘James Ensor’, Monographies de l'art belge, Anvers: De Sikkel, vol. 1: 4, 1947, p. 8, p. 10, afb. 3
- AVERMAETE, Roger, ‘James Ensor’, Belgian art monographs, London: Rockliff, vol. 1951: 1, 1951, p. 8, p. 10, afb. 3
- BECKS-MALORNY, Ulrike, James Ensor 1860-1949: les masques, la mer et la mort, Köln: Taschen, 1999, p. 28, afb. p. 29, p. 39 , p. 94
- BERNARD, Charles, ENSOR,James, ‘James Ensor’, Etudes d'art contemporain, Anvers: Revue d'art, vol. 1, 1929, p. 5, p. 9, afb. [ongep.]
- BONNE, Karen,’De perfecte toets’, Ensor Research Project, http://www.kmska.be/nl/Onderzoek/Ensor/ERP_DePerfecteToets.html?_language=nl, Antwerpen: Koninklijk Museum voor Schone Kunsten Antwerpen, 2014
- BONNE, Karen,’The Perfect Touch’, Ensor Research Project, http://www.kmska.be/en/Onderzoek/Ensor/ERP_DePerfecteToets.html, Antwerpen: Koninklijk Museum voor Schone Kunsten Antwerpen, 2014
- BOWN-TAEVERNIER, Sabine, ‘Het stilleven – een stijloefening’, OLLINGER-ZINQUE, Gisèle [ed.], Ensor, Wommelgem: Blondé, 1999, p. 33
- BROWN, Carol [ed.]; CANNING, Susan M. ; HOOZEE, Robert ; HYMAN, Timothy, James Ensor, 1860-194. Theatre of masks, London: Barbican Art Gallery, 1997, p. 136, p. 137
- CANNING, Susan M., ‘James Ensor: Carnival of the Modern’, SWINBOURNE, Anna [ed.], James Ensor, New York: Museum of Modern Art, 2009, p. 31
- CANNING, Susan M., ‘Vervreemding en expressionistische visie: Ensor, Les Vingt en de kritiek’, SCHOONBAERT, Lydia M. A., CARDYN-OOMEN, Dorine, James Ensor, Brussel: Museumfonds, 1983, p. 35, p. 36
- CANNING, Susan, M., ‘The Social Subtext of James Ensor’s Religious Imagery’, BROWN, Carol [ed.]; CANNING, Susan M. ; HOOZEE, Robert ; HYMAN, Timothy, James Ensor, 1860-194. Theatre of masks, London: Barbican Art Gallery, 1997, p. 63
- CARDYN-OOMEN, Dorine, ‘Chronologie’, BUROLLET, Thérèse; SCHOONBAERT, Lydia M. A., James Ensor, Paris : Paris-Musées, 1990, p. 15
- CORNETTE, A. H., L'oeuvre de James Ensor, Paris: Gauthier-Villars, 1932, p. 9, afb. [ongep.]
- CUYPERS, Firmin, James Ensor. Aspects & Propos de James Ensor, Brugge: Les editions A. G. Stainforth, 1946, p. 30, p. 37
- CUYPERS, Firmin, James Ensor. L’homme & l’oeuvre, Paris: Les Ecrivains Reunis, 1925, p. 9
- DE BODT, Saskia, ‘Een venijnig polemist. De teksten van Ensor over kunst’, DE BODT, Saskia ; HARDEMAN, Doede ; TODTS, Herwig, James Ensor : universum van een fantast, Den Haag: Gemeente Museum, Antwerpen : Ludion, 2011, p. 73, afb. p. 74
- DE DUVE, Catherine, De kleine Ensor, [s.l] Kate'Art, 2009, afb. detail, p. 20, afb. p. 21
- DE DUVE, Catherine, Le petit Ensor, [s.l] Kate'Art, 2009, afb. detail, p. 20, afb. p. 21
- DE DUVE, Catherine, The Little Ensor, [s.l] Kate'Art, 2009, afb. detail, p. 20, afb. p. 21
- DE MAEYER, Marcel, ‘De genese van masker-, travestie- en skeletmotieven in het oeuvre van James Ensor’, SCHOONBAERT, Lydia M. A., CARDYN-OOMEN, Dorine, James Ensor, Brussel: Museumfonds, 1983, p. 65
- DE RIDDER, André, ‘James Ensor herdacht’, Mededelingen van de Koninklijke Vlaamse Academie voor Wetenschappen, Letteren en Schone Kunsten van België: Klasse der Schone Kunsten, Brussel: Paleis der Academiën , jrg. 12: 1, 1950, p. 19
- DELEVOY, Robert, L., Ensor, voorafgegaan door : Ensortilèges van Pierre Alechinsky, Antwerpen: Mercatorfonds, 1981, p. 56, p. 57, p. 65, p. 292, p. 293, p. 294, afb. detail p. 295, p. 386, p. 388, p. 394, p. 433
- DEMOLDER, Eugène, James Ensor. Mort mystique d’un théologien, 1892, p. 8, p. 9
- DORNER, Alexander, ‘James Ensor’, James Ensor: Festschrift zur ersten deutschen Ensor-Ausstellung, Hannover : Kestner, 1927, p. 18, afb. [ongep.]
- DRAGUET, Michel, ‘De blikken van ‘Pietje de Dood’’, OLLINGER-ZINQUE, Gisèle [ed.], Ensor, Wommelgem: Blondé, 1999, p. 46
- DRAGUET, Michel, ‘Ensor, l’oeuvre’, DRAGUET, Michel; STERCKX, Pierre, ‘Ensor’, Beaux-arts collection, Paris: Beaux Arts magazine, 1999, p. 4, p. 6
- DRAGUET, Michel; STERCKX, Pierre, ‘Ensor’, Beaux-arts collection, Paris: Beaux Arts magazine, 1999, p. 24, afb. p. 24, afb. detail p. 25
- FARMER, John David, Ensor, New York, N.Y.: Braziller, 1976, p. 7, p. 21, noot 40 p. 33
- FELS, Florent, James Ensor, Genève: Editions Pierre Cailler, 1947, p. 17, p. 35, afb. 17
- FIERENS, Paul, [ed.], L'art en Belgique: du moyen âge à nos jours, Bruxelles: Renaissance du livre , 1947, p. 485, p. 486, afb. p. 486
- FIERENS, Paul, ‘James Ensor’, Les artistes nouveaux, Paris: Crès, vol. 1929: 6, p. 4, p. 6, afb. nr. 10
- FIERENS, Paul, James Ensor, Paris: Hypérion, 1943, p. 9, p. 15, p. 16, afb. p. 71
- FIERENS, Paul, Les écrits de James Ensor, Sélection : bulletin de la vie artistique, Bruxelles, nr. 6, 1921, [ongep.]
- FRANZ, Erich, ‘Hinter den Strichen der Abgrund. Formprozess und Inhalt in Ensors Radierungen’, BECKER, Jörg [ed.] James Ensor (1860-1949) : Visionär der Moderne : Gemälde, Zeichnungen und das druckgraphische Werk aus der Sammlung Gerard Loobuyck
- Albstadt: Galerie Albstadt, 1999, p. 9, afb. p. 9
- BECKS-MALORNY, Ulrike, James Ensor, 1860-1949: de maskers, de dood en de zee, Köln: Taschen, 1999, p. 28, afb. p. 29, p. 39 , p. 94
- GHEERAERT, Inne, ‘Interieurs’, James Ensor.Een online museum, http://jamesensor.vlaamsekunstcollectie.be/nl/collectie/themas/interieurs, Gent: Vlaamse Kunst Collectie, 2011
- GHEERAERT, Inne, ‘Interiors’,James Ensor, An Online Museum, http://jamesensor.vlaamsekunstcollectie.be/en/collection/themes/interiors, Gent: Vlaamse Kunst Collectie, 2011
- HAESAERTS, Luc; HAESAERTS, Paul, Flandre: essai sur l'art flamand depuis 1880, Paris: Chroniques du jour, 3 vols., 1931, afb. detail p. 126, p. 217
- HAESAERTS, Paul, Histoire de la peinture moderne en Flandre,Bruxelles: Arcade, 1960, p. 21
- HAESAERTS, Paul, James Ensor, Brussel: Meddens, 1958, p. 19, p. 71
- HAESAERTS, Paul, James Ensor, Bruxelles: Elsevier, 1957, p. 13, p. 14, p. 79
- HAESAERTS, Paul, James Ensor, London: Thames & Hudson, 1957, p. 92, afb. p. 256, p. 363
- HAESAERTS, Paul, MARIJNISSEN, Roger Hendrik, L'art flamand d'Ensor à Permeke à l'Orangerie Paris, Antwerpen: Fonds Mercator, [ongep.] James Ensor, afb. 3
- HAESAERTS, Paul; HAUSENSTEIN, Wilhelm, James Ensor, Stuttgart: Hatje, 1957, p. 92, afb. p. 256, p. 364
- HARRIS, Elatia, James Ensor keepin it surreal, http://www.3quarksdaily.com/3quarksdaily/2009/07/james-ensor-keepin-it-surreal.html, 2009, afb.p. 5
- HELLENS, Franz, ‘James Ensor’, Brimborions Liège: Dynamo, 1971, vol. 189, p. 9
- Het museumboek : hoogtepunten uit de verzameling
- TODTS, Herwig, ‘Verbazing van het masker Wouse’, MARECHAL, Els [ed.], Het museumboek: hoogtepunten uit de verzameling, Antwerpen: Koninklijk Museum voor Schone Kunsten Antwerpen; Antwerpen: Snoeck, 2003, p. 164
- HOOZEE, Robert [ed.], Moderne kunst in België, 1900-1945,  Antwerpen: Mercatorfonds, 1992, p. 15
- TRICOT, Xavier, James Ensor: catalogue raisonné des peintures , Anvers: Pandora, 1992. - 2 v., v. 1, nr. 206, p. 187, afb. p. 186, afb. p. 125
- HOOZEE, Robert, ‘Landscapes, Interiors, Still Lifes, 1880-1887’, BROWN, Carol [ed.]; CANNING, Susan M. ; HOOZEE, Robert ; HYMAN, Timothy, James Ensor, 1860-194. Theatre of masks, London: Barbican Art Gallery, 1997, p. 18
- HOOZEE, Robert, SCHOONBAERT, Lydia, TODTS, Herwig, James Ensor 1860-1949 : schilderijen, tekeningen en grafiek, een selectie uit Belgisch en Nederlands bezit, Utrecht: Centraal Museum, 1993, p. 16, afb. p. 17
- HOSTYN, Norbert, ‘De familie van James Ensor’, TRICOT, Xavier [ed.], VAN DEN BOSSCHE, Phillip [ed.], VERMEERSCH, Els [ed.], Bij Ensor op bezoek, Brasschaat : Pandora, 2010, p. 127
- HOSTYN, Norbert, ‘La mangeuse d’huîtres’, BUROLLET, Thérèse; SCHOONBAERT, Lydia M. A., James Ensor, Paris : Paris-Musées, 1990, afb. p. 128, p. 129
- James Ensor, An Online Museum, http://jamesensor.vlaamsekunstcollectie.be/en/collection/the-oyster-eater, Gent: Vlaamse Kunst Collectie, 2011
- James Ensor. Een online museum, http://jamesensor.vlaamsekunstcollectie.be/nl/collectie/de-oestereetster, Gent: Vlaamse Kunst Collectie, 2011
- LE ROY, Grégoire, James Ensor, Bruxelles: Van Oest, 1922, p. 14, p. 26, p. 47, p. 116, p. 118, p. 120, p. 150, p. 176
- LEGRAND, Francine-Claire; OLLINGER-ZINQUE, Gisèle, Ensor cet inconnu, Bruxelles : Renaissance du livre, 1971, p. 35, afb. 36, p. 52, p. 54
- MARTIN, Hugo, 'Repères biographiques', ENSOR, James; MARTIN, Hugo [ed.], 'Mes écrits ou les suffisances matamoresques', La collection Espace Nord, Bruxelles: Labor, vol. 158, 1999, noot 44 p. 232, p. 324
- VERHAEREN, Emile, 'Lettre d'Emile Verhaeren suite au refus de "La mangeuse d'huitres" par le Conseil communal de Liège', ENSOR, James; MARTIN, Hugo [ed.], 'Mes écrits ou les suffisances matamoresques', La collection Espace Nord, Bruxelles: Labor, vol. 158, 1999, p. 280
- HUSTACHE, Anne, Ensor : stap voor stap : bezoekersgids, Brussel: Koninklijke Musea voor Schone Kunsten van België, S.l.: Blondé, 1999, p. 8, afb. p. 8
- Min, Eric, James Ensor: een biografie, Amsterdam: Meulenhoff/Manteau, 2008, p. 59-60, p. 62-63, p. 88-89, p. 165-166, p. 184, p. 187, p. 200, p. 201, p. 206, p. 209, p. 210, p. 211, p. 212, p. 245, p. 265, p. 297
- MOREL, Dominique, ‘Ensor et la France [1]. L’influence de l’art français sur la peinture de’Ensor’, BUROLLET, Thérèse; SCHOONBAERT, Lydia M. A., James Ensor, Paris : Paris-Musées, 1990, p. 72, afb. p. 72
- MOREL, Dominique, ‘Ensor et la France [2]. La fortune critique d’Ensor en France’, BUROLLET, Thérèse; SCHOONBAERT, Lydia M. A., James Ensor, Paris : Paris-Musées, 1990, p. 75
- LEGRAND, Francine-Claire; OLLINGER-ZINQUE, Gisèle, Ensor, Bruxelles: Renaissance du livre, 1990, p. 44, p. 47, afb. p. 47, p. 64, p. 65
- MARECHAL, Els, James Ensor, Antwerpen: Koninklijk Museum voor Schone Kunsten Antwerpen, [1990], p. 2-3, afb. p. 3
- Muls, Jozef, James Ensor: peintre de la mer, Bruxelles: Conférences / Musées royaux des beaux-arts de Belgique, vol. 1941: 6, 1941, p. 4, p. 6, p. 8
- OGURO, Tadao, Ensor, Magritte, - S.l.: Shueisha, 1974, afb. 8, p. 113
- OLLINGER-ZINQUE, Gisèle, ‘Ik en mijn milieu, OLLINGER-ZINQUE, Gisèle [ed.], Ensor, Wommelgem: Blondé, 1999, p. 18
- OLLINGER-ZINQUE, Gisèle, Ensor by himself, Brussels: Laconti, 1976, p. 14
- OLLINGER-ZINQUE, Gisèle, Ensor: een zelfportret, Brussel: Laconti, 1976, p. 14
- OLLINGER-ZINQUE, Gisèle, Ensor per lui-même, Brussels: Laconti, 1976, p. 14
- CANNING, Susan Marie. A history and critical review of the salons of 'Les Vingt', 1884-1893, Pennsylvania State University, 1980, facsimile 1982, noot 8 p.33, p. 47
- PALTHENGHI, Barbara, ‘Biografia/ Biographie’, CHIAPPINI, Rudy; TRICOT, Xavier; CAVADINI, Luigi, James Ensor, Lugano: Museo d'Arte Moderna, 1999, p. 256, p. 257, p. 258, p. 259, p. 263, p. 264
- PANETTA, Jane, ‘A View from Ostend’, SWINBOURNE, Anna [ed.], James Ensor, New York: Museum of Modern Art, 2009, p. 85
- PAYRO, Julio E., ‘James Ensor’, Biblioteca Argentina de arte, Buenos Aires: Poseidon, vol. 23, 1943, p. 12, p. 14, afb. 20
- PFEIFFER, Ingrid, [ed.], HOLLEIN, Max. [ed.], James Ensor, Frankfurt: Schirn Kunsthalle, 2005, afb. p. 21, p. 312, p. 312
- ROBERT-JONES, Philippe, ‘Préface’, ENSOR, James; LAMBOTTE, Emma; DEREY-CAPON, Danielle, Lettres à Emma Lambotte, 1904-1914, Tournai: Renaissance du livre, 1999, p. 6
- SCHNEEDE-SCZESNY,Marina, ‘Lebensdate’, SCHNEEDE, U.M., Ensor - ein Maler aus dem späten 19. Jahrhundert, Stuttgart: Württembergischer Kunstverein, 1972, p. 46
- SCHOONBAERT, Lydia, ‘James Ensor’, SCHOONBAERT, Lydia, CARDYN-OOMEN, Dorine, TODTS, Herwig, James Ensor: Belgien um 1900, München: Hirmer, 1989, p. 13, p. 48
- SCHOONBAERT, Lydia, ‘James Ensor’, VAN JOLE, Marcel, James Ensor. 1860-1949. Grafika i malarstwo, Kraków: International Cultural Centre Gallery, 2002, p. 20
- SCHWOB, Lucien, ENSOR, James, Ensor, Paris: Art et technique, 1936, [ongep.] [p. 21], [p. 28], [p. 31]
- SERRALLER, Francisco Calvo, ‘Cronologia’, GIMENEZ, Carmen ; SERRALLER, Francisco Calvo ; ENSOR, James, James Ensor, Madrid: Banco Bilbao Vizcaya, 1996, afb. p. 311, p. 316
- SMETS, Irene, ‘Le Musée royal des beaux-arts d'Anvers: cent chefs-d'oeuvre’, Ludion gids, Antwerpen: Koninklijk Museum voor Schone Kunsten Antwerpen; Gent: Ludion, 1999, p. 93, afb. p. 93, p. 95
- SMETS, Irene, ‘Het Koninklijk Museum voor Schone Kunsten Antwerpen: een keuze uit de mooiste werken’, Ludion gids, Antwerpen: Koninklijk Museum voor Schone Kunsten Antwerpen; Gent: Ludion, 1999, p. 93, afb. p. 93, p. 95
- SMETS, Irene, ‘The Royal Museum of Fine Arts, Antwerp: one hundred masterpieces from the collection’ , Ludion gids, Antwerpen: Koninklijk Museum voor Schone Kunsten Antwerpen; Gent: Ludion, 1999, p. 93, afb. p. 93, p. 95
- STERCKX, Pierre, ‘la gourmandise et la mort’, DRAGUET, Michel; STERCKX, Pierre, ‘Ensor’, Beaux-arts collection, Paris: Beaux Arts magazine, 1999, p. 10, afb. detail p. 11
- SWINBOURNE, Anna, ‘Meeting James Ensor’, SWINBOURNE, Anna [ed.], James Ensor, New York: Museum of Modern Art, 2009, p. 17
- TANNENBAUM, Libby, James Ensor, [s..l. : Arno Press , 1951, herdruk 1966, afb. p. 12, p. 41, p. 43, p. 90
- TODTS, Herwig, Ensor demasqué, Brussel : Mercatorfonds, 2010, p. 14, p. 18, p. 41, p. 57, afb. p. 123, p. 135
- TODTS, Herwig, Ensor ontmaskerd, Brussel : Mercatorfonds, 2010, p. 14, p. 18, p. 41, p. 57, afb. p. 123, p. 135
- TODTS, Herwig, Ensor Revealed, Brussel : Mercatorfonds, 2010, p. 14, p. 18, p. 41, p. 57, afb. p. 123, p. 135
- TODTS, Herwig, ‘Astonishment of the mask Wouse’, MARECHAL, Els [ed], The museumbook: highlights of the collection Antwerpen: Koninklijk Museum voor Schone Kunsten Antwerpen; Antwerpen: Snoeck, 2003, p. 164
- TODTS, Herwig, ‘Biografie’, James Ensor. Een online museum, http://jamesensor.vlaamsekunstcollectie.be/nl/biografie, Gent: Vlaamse Kunst Collectie, 2011, p. 1, afb. p. 2
- TODTS, Herwig, ‘Biography’, James Ensor, An Online Museum, http://jamesensor.vlaamsekunstcollectie.be/en/biography, Gent: Vlaamse Kunst Collectie, 2011, p. 1, afb. p. 2
- TODTS, Herwig, ‘De oestereetster’, MARECHAL, Els [ed.], Het museumboek: hoogtepunten uit de verzameling, Antwerpen: Koninklijk Museum voor Schone Kunsten Antwerpen; Antwerpen: Snoeck, 2003, p. 162, afb. 163
- TODTS, Herwig, ‘Ensor as Painter’, James Ensor, An Online Museum, http://jamesensor.vlaamsekunstcollectie.be/en/biography/ensor-as-painter, Gent: Vlaamse Kunst Collectie, 2011, p. 1
- TODTS, Herwig, ‘Ensor in Japan ’, James Ensor. Een online museum, http://jamesensor.vlaamsekunstcollectie.be/nl/bronnen/webpublicaties/ensor-in-japan, Gent: Vlaamse Kunst Collectie, 2011
- TODTS, Herwig, ‘Ensor in Japan’, James Ensor, An Online Museum, http://jamesensor.vlaamsekunstcollectie.be/en/sources/online-publications/ensor-in-japan, Gent: Vlaamse Kunst Collectie, 2011
- TODTS, Herwig, ‘Ensor. Een pleinairist wordt modernist’, DE BODT, Saskia ; HARDEMAN, Doede ; TODTS, Herwig, James Ensor : universum van een fantast, Den Haag: Gemeente Museum, Antwerpen : Ludion, 2011, p. 20, p. 25
- TODTS, Herwig, ‘Introduction’, TODTS, Herwig, James Ensor, 1860-1949: Japonisme to modernism, Tokyo : APT International, 2005, p. 153
- TODTS, Herwig, ‘James Ensor als schilder ’, James Ensor. Een online museum, http://jamesensor.vlaamsekunstcollectie.be/nl/biografie/james-ensor-als-schilder, Gent: Vlaamse Kunst Collectie, 2011, p. 1
- TODTS, Herwig, ‘L’étonnement Wouse’, MARECHAL, Els [ed.], Le livre du musée: pièces maîtresses de la collection, Antwerpen: Koninklijk Museum voor Schone Kunsten Antwerpen; Antwerpen: Snoeck, 2003, p. 164
- TODTS, Herwig, ‘La mangeuse d’huîtres’MARECHAL, Els [ed.], Le livre du musée: pièces maîtresses de la collection, Antwerpen: Koninklijk Museum voor Schone Kunsten Antwerpen; Antwerpen: Snoeck, 2003, p. 162, afb. 163
- TODTS, Herwig, ‘The oyster-eater’, MARECHAL, Els [ed], The museumbook: highlights of the collection Antwerpen: Koninklijk Museum voor Schone Kunsten Antwerpen; Antwerpen: Snoeck, 2003, p. 162, afb. p. 163
- TODTS, Herwig, Goya, Redon, Ensor: groteske schilderijen en tekeningen, Tielt: Lannoo, 2009, p. 9, p. 16, p. 129, p. 131
- TODTS, Herwig, Goya, Redon, Ensor: grotesque paintings and drawings, Tielt: Lannoo, 2009, p. 9, p. 16, p. 129, p. 131
- TODTS, Herwig, James Ensor [1860-1949]: Antwerp presents a painter, Antwerp : Koninklijk Museum voor Schone Kunsten, 2003, [ongep.]
- TODTS, Herwig, James Ensor, occasioneel modernist : een onderzoek naar James Ensors artistieke en maatschappelijke opvattingen en de interpretatie van zijn kunst. Doctoraatsproefschrift.Universiteit Gent, Faculteit Letteren & Wijsbegeerte, Gent, 2013, p. 17, p. 33, p. 88, p. 114, p. 130, p. 131, p. 150, p. 269, p. 314, p. 321, p. 326, p. 328, p. 331, p. 332, noot 814 p. 332, p. 333, p. 357, afb. p. 358, p. 367, afb. detail p. 373, p. 375, p. 383, p. 387, p. 388, p. 392, p. 407, p. 436, p. 437, p. 438, p. 467, noot 1070 p. 493, p. 536, p. 588
- TODTS, Herwig, James Ensor. "De noche cartografiaba mis sueños": obras en las colecciones del Koninklijk Museum voor Schone Kunsten de Amberes [KMSKA] y del Museum voor Schone Kunsten de Ostende [MSKO], Salamanca, 2004, p. 18, p. 62, p. 214, p. 215, p. 229, p. 239
- TODTS, Herwig, James Ensor: meesterwerken en keukengeheimen, Gent: Openbaar Kunstbezit Vlaanderen [OKV], vol. 48: 3, 2010, p. 2, p., afb. p. 5, p. 22
- TODTS, Herwig, James Ensor: paintings and drawings from the collection of the Royal Museum of Fine Arts in Antwerp, Antwerpen: Koninklijk Museum voor Schone Kunsten Antwerpen, Schoten: BAI, 2008, p. 7, p. 9, p. 12, afb. detail p. 66, afb. p. 67
- TODTS, Herwig, James Ensor: schilderijen en tekeningen uit de verzameling van het Koninklijk Museum voor Schone Kunsten Antwerpen, Antwerpen: Koninklijk Museum voor Schone Kunsten Antwerpen, Schoten: BAI, 2008, p. 7, p. 9, p. 12, afb. detail p. 66, afb. p. 67
- TODTS, Herwig, James Ensor: tableaux et dessins de la collection du Musée royal des beaux-arts d'Anvers, Antwerpen: Koninklijk Museum voor Schone Kunsten Antwerpen, Schoten: BAI, 2008, p. 7, p. 9, p. 12, afb. detail p. 66, afb. p. 67
- TODTS, Herwig, The Oyster Eater, http://www.moma.org/explore/multimedia/audios/159/1742, New York: MOMA, 2009, audio
- TODTS, Herwig,’Ensor on Varnish’, http://www.kmska.be/en/Onderzoek/Ensor/ERP_vernis.html, Antwerpen: Koninklijk Museum voor Schone Kunsten Antwerpen, 2013
- TODTS, Herwig,’Ensor over het gebruik van vernis’, Ensor Research Project, http://www.kmska.be/nl/Onderzoek/Ensor/ERP_vernis.html?_language=nl, Antwerpen: Koninklijk Museum voor Schone Kunsten Antwerpen, 2013
- TRICOT, Xavier, James Ensor, sa vie, son œuvre : catalogue raisonné des peintures, Bruxelles: Fonds Mercator, 2009, p. 46, afb. p. 47, p. 66, p. 138, p. 156, noot 261 p. 159, p. 164-165, p. 166, p. 168, p. 179, p. 182, p. 185, p. 186 , nr. 224 , p. 224, afb. p. 224
- TRICOT, Xavier, James Ensor, leven en werk: oeuvrecatalogus van de schilderijen, Brussel: Mercatorfonds, 2009, p. 46, afb. p. 47, p. 66, p. 138, p. 156, noot 261 p. 159, p. 164-165, p. 166, p. 168, p. 179, p. 182, p. 185, p. 186 , nr. 224 , p. 224, afb. p. 224
- TRICOT, Xavier, James Ensor. The Complete Paintings, Ostfildern: Hatje Cantz, 2009, p. 46, afb. p. 47, p. 66, p. 138, p. 156, noot 261 p. 159, p. 164-165, p. 166, p. 168, p. 179, p. 182, p. 185, p. 186 , nr. 224 , p. 224, afb. p. 224
- VAN DER SNICKT, Geert, James Ensor's pigments studied by means of portable and synchrotron radiation-based X-ray techniques : evolution, context and degradation : PhD Defense 27 June 2012, Antwerpen : UA, Faculteit Wetenschappen, Departement Chemie, 2012. - 1 compact disc[s]
- VAN DER SNICKT, Geert, James Ensor's pigments studied by means of portable and synchrotron radiation-based X-ray techniques : evolution, context and degradation : proefschrift , [Proefschriften UA-WET / Universiteit Antwerpen. Faculteit Wetenschappen. - Antwerpen; vol. 2012: 41] Antwerpen : UA, Faculteit Wetenschappen, Departement Chemie, 2012, p. 43, afb. p. 117, p. 304-305, afb. p. 304
- VAN PUYVELDE, Leo, L'ardente peinture d'Ensor, Paris: Gazette des beaux-arts et beaux- arts, 1939, p. 9, afb. nr. 5, p. 13, p. 16, p. 18, p. 37
- VANBESELAERE, Walther, ‘[s.t.]’, CASSOU, Jean, James Ensor, Paris: Presses artistiques, 1954, p. [ongep.]
- VANBESELAERE, Walther, James Ensor: retrospectieve, Antwerpen : Nederlandsche Boekhandel, 1951, p. 10
- VANBESELAERE, Walther, Rétrospective. James Ensor, Antwerpen : Nederlandsche Boekhandel, 1951, p. 10, p. 11
- VERHAEREN, Emile, ‘James Ensor’, Collection des artistes belges contemporains, Bruxelles: Van Oest, 1908. vol. 3, p. 31, p. 32, p. 36, p. 37, p. 38, p. 41, p. 42, p. 45, p. 110
- VERHAEREN, Emile; ARON, Paul (ed.), ‘Ecrits sur l’art. 1881 - 1916’, Archives du future, Bruxelles: Labor, 1997, p.
- WANGERMEE, Robert, ‘’La Gamme d’amour’ en de Ensoriaanse muziek’, OLLINGER-ZINQUE, Gisèle [ed.], Ensor, Wommelgem: Blondé, 1999, p. 54